# 矢指町
矢指町（やさしちょう）は、神奈川県横浜市旭区の地名。「丁目」の設定のない単独町名である。住居表示未実施区域。

## 地理
旭区の西部に位置し、南に笹野台、北に下川井町、東に金が谷、西に上川井町と接している。

## 歴史

### 沿革
- 1965年（昭和40年）11月25日 - 川井町、下川井町の各一部から矢指町を新設、横浜市保土ケ谷区矢指町となる[5]。
- 1969年（昭和44年）10月1日 - 保土ケ谷区を再編し、旭区を新設。横浜市旭区矢指町となる[6]。
- 1986年（昭和61年）1月8日 - 下川井町と境界を変更する[7]。

### 町名の変遷
| 実施後 | 実施年月日                 | 実施前（各町名ともその一部） |
| ------ | -------------------------- | ---------------------------- |
| 矢指町 | 1965年（昭和40年）11月25日 | 川井町、下川井町の各一部     |

## 世帯数と人口
2025年（令和7年）6月30日現在（横浜市発表）の世帯数と人口は以下の通りである。
| 町丁   | 世帯数 | 人口 |
| ------ | ------ | ---- |
| 矢指町 | 62世帯 | 80人 |

### 人口の変遷
国勢調査による人口の推移。
| 年                 | 人口 |
| ------------------ | ---- |
| 1995年（平成7年）  | 261  |
| 2000年（平成12年） | 240  |
| 2005年（平成17年） | 230  |
| 2010年（平成22年） | 160  |
| 2015年（平成27年） | 116  |
| 2020年（令和2年）  | 85   |

### 世帯数の変遷
国勢調査による世帯数の推移。
| 年                 | 世帯数 |
| ------------------ | ------ |
| 1995年（平成7年）  | 118    |
| 2000年（平成12年） | 114    |
| 2005年（平成17年） | 104    |
| 2010年（平成22年） | 85     |
| 2015年（平成27年） | 65     |
| 2020年（令和2年）  | 51     |

## 学区
市立小・中学校に通う場合、学区は以下の通りとなる（2024年11月時点）。
| 番・番地等                                                                                       | 小学校               | 中学校                 |
| ------------------------------------------------------------------------------------------------ | -------------------- | ---------------------- |
| 1197番地の1〜3 1198〜1203番地 1271〜1281番地 1283〜1835番地 1857番地〜1897番地の3 1913〜2023番地 | 横浜市立都岡小学校   | 横浜市立都岡中学校     |
| 1194〜1196番地 1197番地の4〜終り 1204〜1270番地、1282番地 1840〜1843番地                         | 横浜市立笹野台小学校 | 横浜市立希望が丘中学校 |
| 1836〜1839番地 1844〜1856番地 1897番地の4〜1912番地                                              | 横浜市立中沢小学校   | 横浜市立旭中学校       |

## 事業所
2021年（令和3年）現在の経済センサス調査による事業所数と従業員数は以下の通りである。
| 町丁   | 事業所数 | 従業員数 |
| ------ | -------- | -------- |
| 矢指町 | 38事業所 | 1,954人  |

### 事業者数の変遷
経済センサスによる事業所数の推移。
| 年                 | 事業者数 |
| ------------------ | -------- |
| 2016年（平成28年） | 32       |
| 2021年（令和3年）  | 38       |

### 従業員数の変遷
経済センサスによる従業員数の推移。
| 年                 | 従業員数 |
| ------------------ | -------- |
| 2016年（平成28年） | 1,596    |
| 2021年（令和3年）  | 1,954    |

## 交通

### 道路
- 神奈川県道45号丸子中山茅ヶ崎線

## 施設
- 聖マリアンナ医科大学横浜市西部病院
- 追分市民の森・矢指市民の森

## その他

### 日本郵便
- 郵便番号 : 241-0811[3]（集配局：横浜旭郵便局[17]）

### 警察
町内の警察の管轄区域は以下の通りである。
| 番・番地等 | 警察署   | 交番・駐在所 |
| ---------- | -------- | ------------ |
| 全域       | 旭警察署 | 笹野台交番   |

## 参考資料
- “横浜市町区域要覧” (PDF).   横浜市市民局 (2016年6月). 2023年6月6日閲覧。 “横浜市町区域要覧”